# 哈岘乡
哈岘乡，是中华人民共和国甘肃省兰州市榆中县下辖的一个乡镇级行政单位。

## 行政区划
哈岘乡下辖以下地区：
哈岘村、仁和村、柳树村、杨岘村、纪尔村、张湾村和宣家岔村。